# Џон Котон Дејна
Џон Котон Дејна (енгл. John Cotton Dana; Вудсток, 19. август 1856 — Њуарк, 21. јул 1929) је био амерички библиотекар и директор музеја који је тежио да приближи културне институције обичним грађанима. Као библиотекар, Дејна је промовисао читање, био зачетник јавних библиотека и иноватор специјализованих библиотека свих врста.

## Биографија
Дејна је студирао право на колеџу Дартмут. Дипломирао је 1878. године. Преселио се у Денвер 1880. године, где је положио адвокатски испит и почео да ради.
Након три године се сели у Њујорк, где бива примљен у адвокатску комору. Прихватио је позицију уредника новина Ешби Аваланч (енгл. Ashby Avalanche) 1885. године и сели се у Минесоту. Оженио се 1888. године за Адин Ровена Вагенер, али није имао деце.
Због репутације коју је стекао као учен човек и својих веза у школама Денвера, Дејна је номинован за првог библиотекара града. Управљао је јавним библиотекама у Денверу од 1889. до 1898. године. Био је зачетник слагања књига на полице да би људи могли сами потражити оно што им је потребно уместо да библиотекар мора да тражи сваку књигу понаособ.
Дејна је желео да освежи библиотеке и замишљао их је као центре окупљања, а не као колекције реликвија које су привлачиле само одређену групу људи. Под његовим водством, јавна библиотека Денвера је издала прву збирку прича за децу. Био је председник Америчког библиотекарског удружења 1895. и 1896. године.
Радио је као библиотекар у Спрингфилду од 1898. до 1902. године, где је наставио да примењује правила из Денвера. Једна од највећих промена које је Дејна увео је била промена плана простора библиотека. Наложио је да се сруше многе ограде и зидови унутар библиотеке, да се отвори простор за полице са књигама. Био је непопустљив у идеји да грађанима треба дозволити да разгледају књиге на полицама.
„Отворите полице, пустите људе да разгледају и нека отворене полице пошаљу поруку администрацији. Цела библиотека треба да буде прожета ведром и пријатном атмосфером.” 
Био је један од главних људи у Јавној библиотеци Њуарка, у Њу Џерзију од 1902. године до његове смрти 1929. године. Успоставио је колекције књига на страним језицима за мигранте и развио посебну колекцију за људе у бизнису. Основао је Асоцијацију специјалних библиотека и дејствовао као њен први председник од 1909. до 1911. године.
Основао је музеј у Њуарку 1909. године и био је директор музеја све до смрти. Музеј је био изузетан јер је укључивао савремене Америчке производе као што су предмети фабричке израде и народна уметност. Дејна је веровао да је куповање европских уља на платну бацање пара и подржавао је америчке уметничке покрете. Није волео модерну уметност, али је веровао у принцип универзалног музеја, па је наредио да се купе дела у вези са уметничким покретом званим Ешкан школа. Био је кустос изложбе под именом „Производи од глине града Њу Џерзија”, где је приказао две порцеланске веце шоље. Циљ му је био да укључи индустријску уметност у музеј.
„Одлична робна кућа, приступачна свима, отворена 24/7 је бољи музеј уметности од било ког музеја који смо ми до сада устоставили.”

## Наслеђе
Након смрти, његов наследник на месту директора Јавное библиотеке Њуарка га је назвао „Први грађанин Њуарка”.
Правно одељење на Правном фалултету у Њу Џерзију носи његово име.
Шест година након његове смрти, град Њуарк је прогласио 6. децембар као дан Џона Котона Дејна.
Америчко библиотекарско удружење додељује награду „Џон Котон Дејна паблик рилејшнс” библиотекама које имају одличне односе са јавношћу.
Удружење музеја Њу Џерзија додељује годишњу награду у његово име појединцима који значајно доприносе раду музеја Њу Џерзија.
Удружење специјалних библиотека додељује награду за животно дело под именом Џон Котон Дејна.
Примљен је у библиотекарску кућу славних.